# Valerij Dmitrievič Osipov
Valerij Dmitrievič Osipov (in russo Валерий Дмитриевич Осипов?; Mosca, 17 agosto 1930 – 1985) è stato uno scrittore, giornalista e sceneggiatore sovietico.
Laureato in giornalismo all'Università di Mosca nel 1954, scrisse nel 1958 il saggio Tajna sibirskoj platformy (Il segreto della piattaforma siberiana), da cui fu tratto due anni dopo il film La lettera non spedita, di cui Osipov fu uno degli sceneggiatori.
È stato sposato con l'attrice Tat'jana Samojlova.